# Mark Nichols
Mark Nichols (Labrador City, 1 januari 1980) is een Canadees curler uit St. John's, Newfoundland en Labrador.

## Carrière
In 1995 maakte Nichols deel uit van Team Newfoundland op de Canada Games. Van 1999 tot 2011 maakte hij als third deel uit van het team van Brad Gushue. Hij verhuisde daarvoor ook van Labrador City naar St. John's. Ze namen gezamenlijk deel aan de Canadese jeugdcurlingkampioenschappen van 1999 (bronzen medaille), 2000 (zilveren medaille) en 2001 (gouden medaille). In 2003 en 2004 namen ze deel aan de Tim Hortons Brier, als team de provincie Newfoundland en Labrador vertegenwoordigend.
Nichols nam met het team onder leiding van Gushue en met teamgenoten Russ Howard, Jamie Korab en Mike Adam deel aan het Curling op de Olympische Winterspelen 2006 in Turijn. Ze wonnen de gouden medaille na een 10–4-overwinning tegen Finland. Door deze gouden medaille werd hij opgenomen als lid van de Orde van Newfoundland en Labrador.
Nichols nam in 2007–2011 jaarlijks deel aan de Brier als lid van de rink onder leiding van Gushue. In 2013 en 2014 nam hij deel aan de Brier als lid van de rink onder leiding van Jeff Stoughton uit Manitoba. Vanaf 2014 nam hij terug jaarlijks deel aan de Brier als third in de rink van Gushue. In maart 2017 won "Team Newfoundland and Labrador", met Nichols als third, zijn eerste Brier in 41 jaar tijd. Dit na een 7–6-overwinning tegen Team Canada in St. John's.
Op het wereldkampioenschap curling 2017 dat plaatsvond in zijn thuisland, in Edmonton, haalde het Canadese team – waaronder Nichols – eveneens de gouden medaille. In 2018, 2022 en 2024 haalde hij de zilveren medaille.
In 2018 en 2020 haalde hij goud op de Tim Hortons Brier. Twee jaar later won hij brons op de Olympische Winterspelen 2022.
1924: Welsh, W. Jackson, L. Jackson, Murray ·
1998: Perren, Müller, Lörtscher, Hürlimann ·
2002: Trulsen, Nergård, Ramsfjell, Davanger, Vågberg ·
2006: Gushue, Nichols, Howard, Korab, Adam ·
2010: Enright, Hebert, Kennedy, Martin, Morris ·
2014: Flaxey, Fry, Jacobs, E.J.Harnden, R.Harnden ·
2018: George, Hamilton, Landsteiner, Polo, Shuster ·
2022: Edin, Eriksson, Wranå, Sundgren, Magnusson